# Конкевич, Александр Егорович
Алекса́ндр Его́рович Конке́вич (Конке́вич-Мурманский) (8 октября 1842—1917?) — русский писатель и публицист, морской офицер, капитан 2 ранга, тайный советник (1910).

## Биография
Происходил из дворян Валдайского уезда Новгородской губернии. С 1859 года находился на морской службе. 9 декабря 1863 года произведен в мичманы со старшинством с 5 декабря 1863 года. Воевал на Дунае в русско-турецкой войне 1877—1878 годов, был первым командующим болгарским флотом. Совершил кругосветное плавание. Служил на броненосном фрегате «Генерал-Адмирал». В 1883 уволен в отставку в чине капитана 2-го ранга (официально — «за злоупотребления», фактически — за критические статьи, направленные против Морского министерства). В 1893—1897 годах служил полицмейстером в Либаве. В 1897—1899 годах возглавлял отдел торгового мореплавания Министерства финансов, затем был членом Совета Министерства торговли и промышленности, правления Русского общества пароходства и торговли, заместителем председателя Учёного комитета торгового мореплавания. С 1910 года — тайный советник. 23 января 1917 года получил Высочайшим указом добавление «Мурманский» к фамилии за заслуги в проектировании и постройке Мурманской железной дороги.

## Литературная деятельность
Впервые опубликовался в 1868 году.
С 1885 года сотрудничал в журналах правоконсервативной ориентации — «Гражданин», «Русские ведомости».
Публиковался под псевдонимами Беломор, А. К., Максимилиан Гревизирский.
Один из основоположников русской «военной» фантастики. В своём романе «Крейсер „Русская надежда“» (1886) описал происходящую в будущем англо-русскую войну. По сюжету русский крейсер выходит из Николаева и, пройдя Босфор, оказывается в Средиземном море. После стоянки Тулонском рейде фрегат идет к берегам Бразилии. Там, Пернамбуко команда узнает, что 5 мая англичане атаковали российские пароходы в Александрии. Крейсер занимается рейдерством в южной Атлантике. Первыми его жертвами становятся английские пароходы «Elbe» и «Рахо». От берегов Бразилии „Русская надежда“ отправилась через остров Маврикий в Бенгальский залив. Затем русские моряки атакуют в Сингапуре английский броненосец «Агамемнон». На острове Маляита фрегат бросает якорь в гавани русской военно-морской базы с угольными запасами, доком и береговой артиллерией. Моряки узнают, что русские корабли разгромили Ванкувер и блокировали Мельбурн. Здесь же команда узнает о заключенном перемирии. Со знанием дела описанные военным моряком реалии (например, броненосец «Agamemnon» действительно существовал в военно-морском флоте Великобритании) привели к тому, что роман пользовался большим успехом у русских читателей. Более того, книга была оперативно переиздана в Англии под названием «„Русская надежда“, или Британия больше не правит морями» (англ. «The „Russia’s hope“, or, Britannia no longer rules the waves»), а описанные в ней схемы боевых действий обсуждались в совете Британского Адмиралтейства.
В следующем своём романе «Роковая война 18?? года» (1887), также посвящённом фантастической будущей войне на море, автор описывает защиту Владивостока от итальянских интервентов.
Писал также морские рассказы, очерки об истории русского флота.

## Публикации

### Книги
- А. К. Крейсер «Русская надежда». — СПб.: С. С. Любавин, 1887. — 236 с.
- Беломор А. Е. Роковая война 18?? года. — СПб.: Типолитогр. Р. Голике, 1889. — 116 с.
- Беломор А. Е. Рассказы и мечты старого моряка. — СПб., 1894. — 458 с.
- Беломор А. Письма о флоте. — СПб., 1896.
- Беломор. Отчего в Архангельской губернии долго не вводилось земство. — Архангельск: Губ. тип, 1909. — 12 с.

## Отдельные публикации
- А. К. Крейсер «Русская надежда» // Русское судоходство. — 1886. — № 2-9.
- Беломор А. Роковая война 18?? года // Русское судоходство. — 1887. — № 20-21.
- Беломор А. Морские твердыни России // Русское судоходство. — 1889-1890. — № 95, 105.
- Максимилиан Гревизирский. Черноморский флот в ???? году // Русское судоходство. — 1890, 1891. — № 128-129, 135.
- Беломор А. Роковая война 18?? года // Беломор А. Рассказы и мечты старого моряка. — СПб., 1894. — С. 224-407.
- Беломор А. Предисловие // Вице-адмирал Григорий Павлович Чухнин : По воспоминаниям сослуживцев. — СПб.: тип. т-ва Р. Голике и А. Вильборг, 1909.